# Sikosaari (ö i Södra Savolax, Pieksämäki, lat 61,81, long 28,12)
Sikosaari är en ö i Finland. Den ligger i sjön Kalajärvi och i kommunerna Jockas och Sulkava och landskapet Södra Savolax, i den södra delen av landet, 250 km nordost om huvudstaden Helsingfors. Öns area är omkring 410 kvadratmeter och dess största längd är 40 meter i öst-västlig riktning.